# SmartLynx Airlines

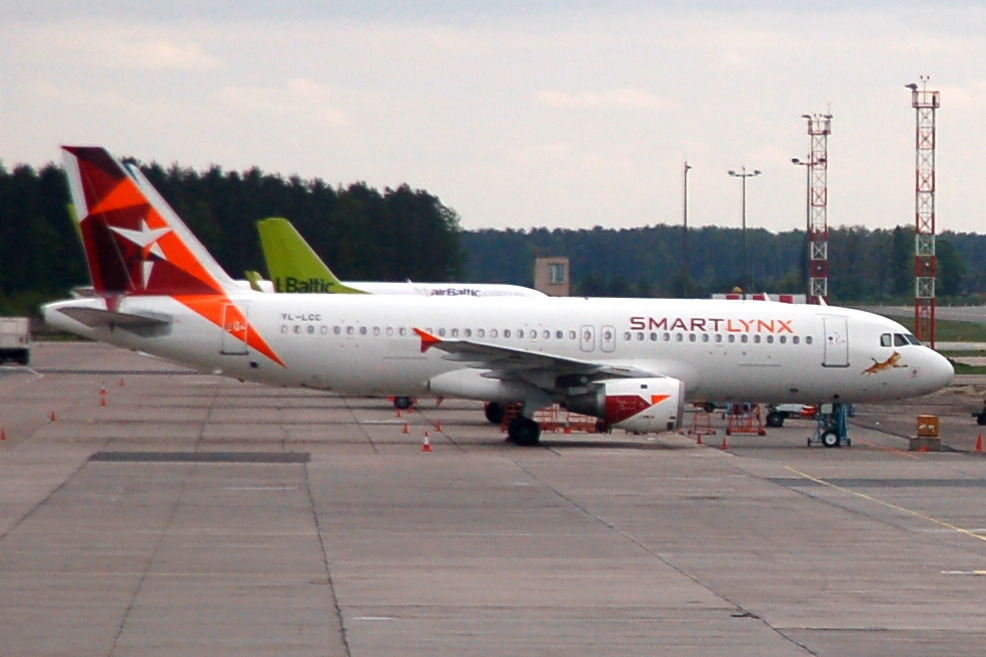
Airbus A320-200 авиакомпании SmartLynx Airlines на стоянке в международном аэропорт Риги, 2009 год

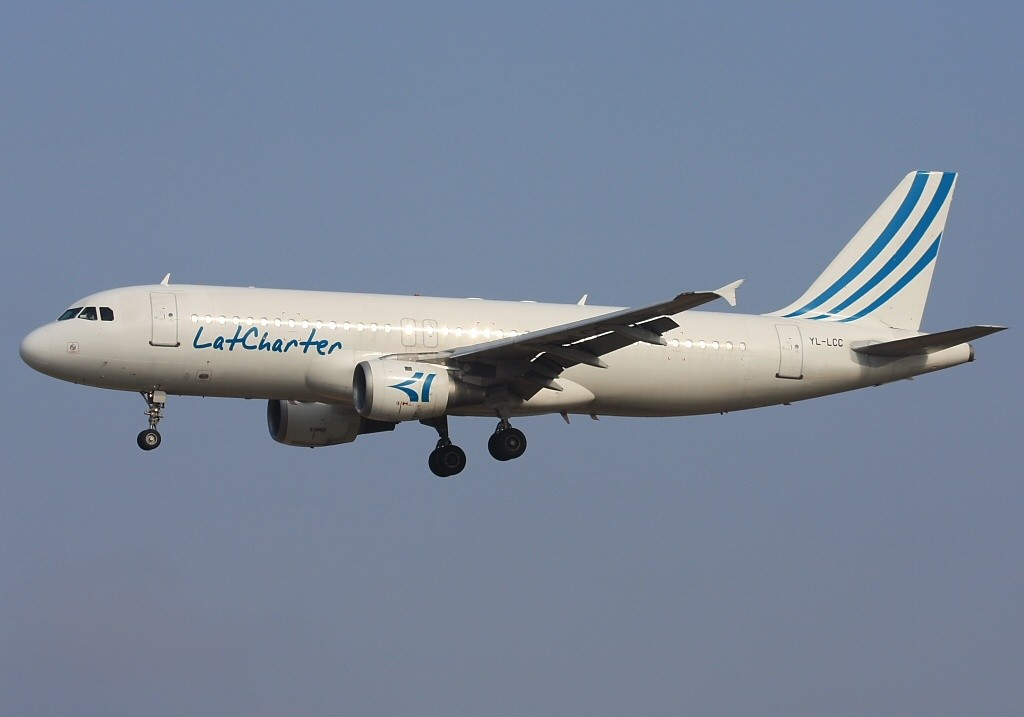
Airbus A320-211 авиакомпании LatCharter Airlines (регистрационный YL-LCC) в пражском аэропорту Рузине

Компания SmartLynx Airlines —ранее известная как LatCharter, является  чартерной авиакомпанией базирующейся в Марупе, Латвия,[2] и выполняющей рейсы на условиях аренды воздушного судна с экипажем (ACMI), чартерные рейсы в места отдыха и специальные пассажирские чартерные рейсы по Европы, Азии и Африки,
В 2022 году авиакомпания SmartLynx отметит свое 30-летие.
Члены летного экипажа SmartLynx являются представителями более 17 национальностей и поэтому говорят на нескольких языках. Средний опыт работы командиров воздушного судна превышает 5300 летных часов, а вторых пилотов — более 1900 летных часов.
В общей сложности количество пассажиров, перевозимых SmartLynx, стремительно увеличивается с каждым годом: так, в 2016 году оно достигло 1,9 миллиона, в 2017 году — 2,5 миллиона, а в 2018 году — 3 миллионов, что означает рост на 57,9 % за последние два года. Компания стремительно растет, и в 2018 году ее консолидированный оборот достиг 172,2 млн евро (аудированный чистый оборот), что на 31 % больше по сравнению с 2017 годом и на 58,8 % больше по сравнению с 2016 годом.
В 2018 году компания SmartLynx совершила 20 500 рейсов из 25 базовых аэропортов Европы, Ближнего Востока и Азии, что составляет 54 000 летных часов (то есть на 16,9 % больше, чем в 2017 году — 46 157 летных часов).

## История
Бывший LatCharter Airbus A320-200
Частная компания под названием LatCharter (в названии упоминается Латвия) была основана в 1992 году четырьмя профессиональными пилотами и одним бортинженером и начала работу в 1993 году на арендованных самолетах Ту-134Б. Парк самолетов туполевского КБ был заменен более крупными  Як-42 в апреле 2001 года, а затем— Airbus A320-200 к декабрю 2003 года.
В июле 2006 года Loftleiðir, подразделение по аренде самолетов Icelandair Group, приобрело контрольный пакет в 55 % акций LatCharter и в конечном итоге — всю компанию. Авиакомпания расширила свой парк, добавив еще пять самолетов A320-200 и два B767-300 в 2007 году. Самолеты с экипажем были арендованы различными авиакомпаниями по всему миру. С тех пор рынок ACMI стал основным направлением деятельности компании, которая работает с многочисленными перевозчиками, такими как Air Malta, SBA Airlines, Finnair, Condor Flugdienst.
В 2008 году в честь 15-летия авиакомпания была переименована в SmartLynx Airlines, после чего были введены новые логотип и ливрея.
В 2012 году авиакомпания была приобретена у Icelandair в результате выкупа контрольного пакета менеджерами компании и теперь является отдельным предприятием. В 2012 году авиакомпания также создала дочернюю компанию Smartlynx Airlines Estonia с одним самолетом Airbus A320-200 для обслуживания эстонских туроператоров.
В 2016 году голландский инвестиционный фонд стал владельцем компании. Был введен новый логотип.

## Учебно-тренировочный центр
Учебно-тренировочный центр SmartLynx является утвержденной учебной организацией (УУО) в странах Балтии, предлагающей курсы по подготовке летчиков различных уровней к управлению самолетами серии Airbus A320.

## Авиациденты и катастрофы
- 29 декабря 2022 года самолёт следовавший Таллинн-Хургада после часа самолёт развернулся обратно в Таллинн из-за технических проблем.14-https://rus.postimees.ee/7678760/samolet-sledovavshiy-iz-tallinna-v-egipet-vernulsya-v-estoniyu

## Флот
По состоянию на 28 марта 2022 года авиакомпания SmartLynx Airlines эксплуатирует 28 самолётов Airbus A320, 14 самолётов Airbus A321, 7 самолётов Airbus A330 и 4 самолёта Boeing 737 MAX 8 средний возраст которых составляет 9,8 лет. Пассажирские салоны лайнеров скомпонованы только экономическим классом с числом пассажирских мест от 173 до 180. В самолётах нет бизнес-классов, так как эта авиакомпания выполняет только чартерные рейсы. 
| Тип самолёта     | Эксплуатируется                       | Заказано | Примечания |  |
| ---------------- | ------------------------------------- | -------- | --- |  |
| Airbus A320      | 28                                    | 0        | (YL-LCT, YL-LDM, YL-LDD, YL-LDE, YL-LDN, YL-LDF, YL-LDI, YL-LDJ, YL-LDK, YL-LDT, YL-LDU у Smartlynx) (ES-SAM, ES-SAW, ES-SAY, ES-SAZ, ES-SAA, ES-SAB, ES-SAX, ES-SAF, ES-SAG, ES-SAD у Smartlynx Estonia) (9H-SLK, 9H-SLF, 9H-SLD, 9H-SLH, 9H-SLE, 9H-SLI, 9H-SLJ у Smartlynx Malta) |  |
| Airbus A321      | 14                                    | 0        | (YL-LCQ, YL-LCV, YL-LDP, YL-LDQ, YL-LDR, YL-LDS y Smartlynx) (9H-SLC, 9H-SLG - Airbus A321-200; 9H-CGA, 9H-CGB, 9H-CGC, 9H-CGD, 9H-CGI, 9H-CGJ - Airbus A321-200P2F y Smartlynx Malta)                                                                                               |  |
| Airbus A330      | 7 (эксплуатируются в SmartLynx Malta) | 0        | (9H-SMA, 9H-SMC, 9H-SMD, 9H-SME, 9H-SMF, 9H-SMG, 9H-SMI) |  |
| Boeing 737 MAX 8 | 4                                     | 0        | (9H-ORN, 9H-CHI, 9H-ETA, 9H-TAU) |  |
| Всего            | 36                                    | 4        | |  |